# フジワラ化学
フジワラ化学株式会社（ふじわらかがく、英: Fujiwara Chemical Co., Ltd.）は、愛媛県西条市に本社を置く建築仕上材の製造販売を行う企業。

## 概要
塗り壁材などの内装・外装用の建築仕上材の製造販売事業の他、ホームケア事業、食品事業、壁装事業、教材事業などを展開している。塗り壁材の業界では、国内トップシェアである。

## 沿革
- 1955年（昭和30年） - 藤原スサ工場として創業。
- 1959年（昭和34年） - 繊維壁材の生産を開始。
- 1967年（昭和42年） - フジワラ化学株式会社設立。

## 事業所
- 本社 - 愛媛県西条市
- 仙台営業所 - 宮城県仙台市太白区
- 新潟営業所 - 新潟県新潟市中央区
- 関東営業所 - 埼玉県さいたま市岩槻区
- 名古屋営業所 - 愛知県小牧市
- 大阪営業所 - 大阪府東大阪市
- 広島営業所 - 広島県安芸郡海田町
- 四国営業所 - 愛媛県西条市
- 福岡営業所 - 福岡県福岡市東区
- 貿易部事業所 - 愛媛県西条市
- 工場 - 愛媛県西条市

## 主な製品
- 内装材
  - 内装仕上塗材
  - 内装用下地調整材
  - 内装用補助材
- 外装材
  - 外装仕上塗材
  - トップコート
  - シーラー材
  - 外装用下地調整材
  - 外装用補助材
- DIY関連
  - DIY塗壁材
  - 日用品（珪藻土バスマット）
  - 芝生着色剤
- 健康補助食品
- 教材